# Farofa

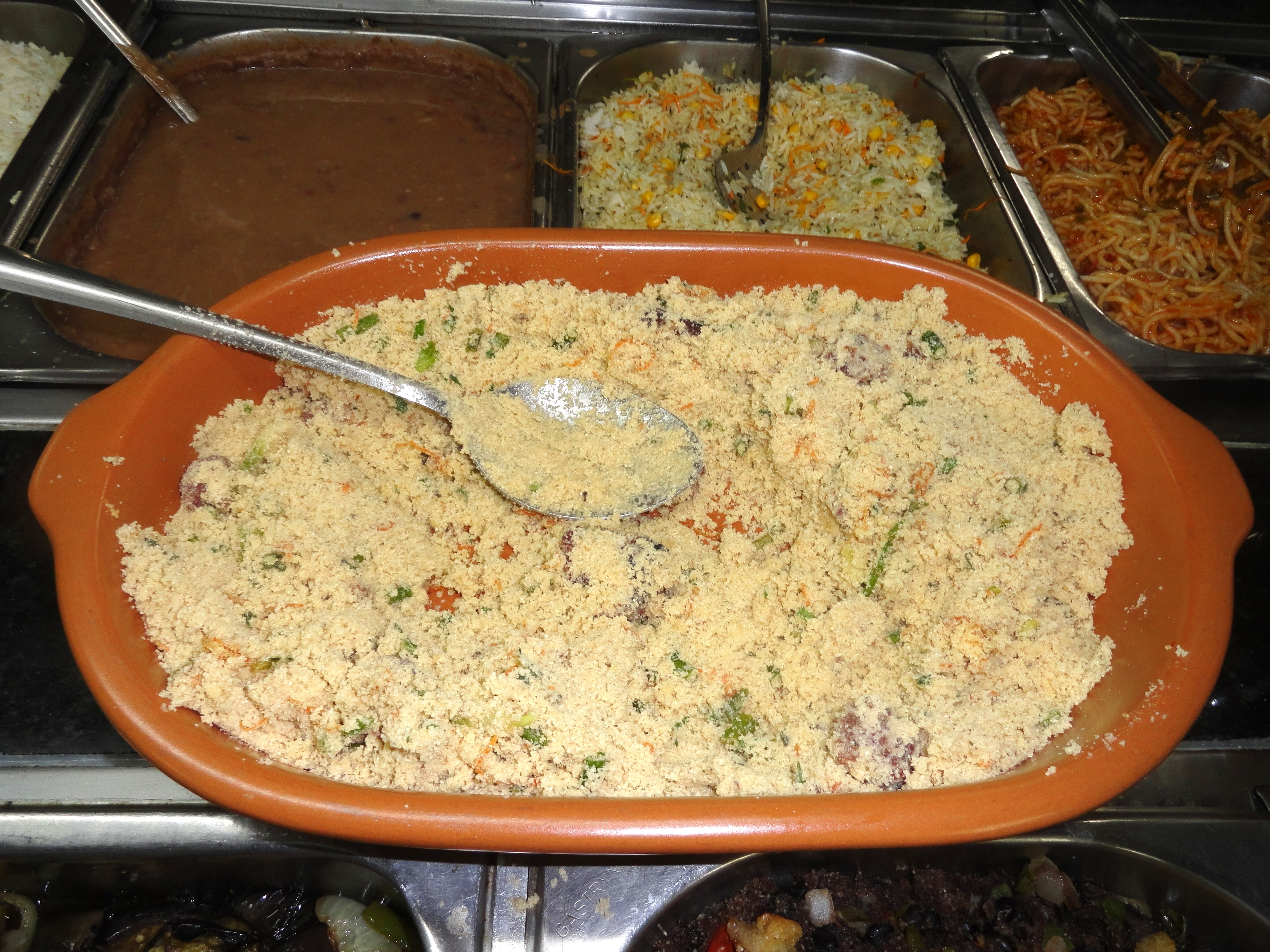
Farofa

Farofa (port. farinha de mandioca) – prażona mąka z manioku, będąca dodatkiem do potraw.
Przygotowywana poprzez krótkotrwałe (ok. 10 minut) prażenie mączki z manioku na patelni, a następnie dodanie masła i zarumienienie na niewielkim ogniu. W Brazylii farofę często podaje się jako dodatek do feijoady oraz innych potraw. Znanych jest przy tym wiele odmian jej przygotowania, np. poprzez dodanie cebuli, czosnku, oliwek, orzechów (szczególnie nerkowca) albo bananów.